# Калохи
Калохи (грч. Καλόχι) је насељено место у општини Гребен у периферији Западна Македонија, Грчка. Према попису из 2021. године било је 32 становника.
Према бугарском географу и историчару, Василу Канчову, у Калохију је 1900. године живело 300 Грка.